# Low (Groot-Brittannië)
Low is een historisch Engels motorfietsmerk dat in 1922 viercilinder tweetakt-boxermotoren met asaandrijving maakte.